# Новички (Новгородская область)
Новички — деревня в Холмском районе Новгородской области России. Входит в состав Красноборского сельского поселения.

## География
Деревня находится в южной части Новгородской области, в зоне хвойно-широколиственных лесов, на левом берегу реки Загарки, при автодороге 49К-15, на расстоянии примерно 10 километров (по прямой) к северо-западу от города Холм, административного центра района. Абсолютная высота — 78 метров над уровнем моря.

### Климат
Климат района характеризуется как умеренно континентальный, с относительно мягкой продолжительной зимой и умеренно тёплым летом. Среднегодовая многолетняя температура воздуха составляет 4,4 °С. Средняя многолетняя температура самого холодного месяца (января) составляет −8,5 °С (абсолютный минимум — −48 °C); самого тёплого месяца (июля) — 17 — 17,5 °C (абсолютный максимум — 35 °C). Безморозный период длится около 130—135 дней. Среднегодовое количество атмосферных осадков — 700—800 мм, из которых большая часть выпадает в тёплый период. Снежный покров держится в течение 120—130 дней.

### Часовой пояс
Деревня Новички, как и вся Новгородская область, находится в часовой зоне МСК (московское время). Смещение применяемого времени относительно UTC составляет +3:00.

## Население
| 2010 |
| ---- |
| 2    |

Согласно результатам переписи 2002 года, в национальной структуре населения русские составляли 100 % из 4 чел.